# Franz Böhme
Franz Böhme, född 15 april 1885 i Zeltweg, Österrike-Ungern, död 29 maj 1947 i Nürnberg, var en tysk general. Han befordrades till generalmajor 1935 och till general i infanteriet 1940. År 1940 mottog han Riddarkorset av Järnkorset.

## Biografi
Böhme var chef för generalstaben i den österrikiska armén de första två veckorna i mars 1938 och han överfördes den 15 mars 1938 till den tyska försvarsmakten efter annekteringen av Österrike – Anschluss. 
Vid andra världskrigets utbrott 1939 ledde Böhme 32. Infanterie-Division och deltog vid invasionen av Polen. Han fortsatte att leda sin division under slaget om Frankrike 1940, men han fick vid månadsskiftet maj-juni befälet över XXXXIII. Armeekorps. Han ledde kåren några veckor innan han fick befälet över XVIII. Armeekorps. Den 1 november omorganiserades kåren till XVIII. Gebirgskorps med Böhme som fortsatt befälhavare.
Böhme ledde sin bergskår under fälttåget på Balkan våren 1941 och stannade kvar i området efter operationens avslutande. Under hösten var han även ansvarig tysk general i Serbien. I december skickades kåren hem till Tyskland innan den i maj 1942 förflyttades till norra Finland, där den deltog i striderna längst upp i norr. 
I december 1943 återvände Böhme till Tyskland och fick en tjänst vid hemmafronten. Sommaren 1944 fick han befälet över 2. Panzerarmee som då befann sig på Balkan. Den 15 juli samma år skadades han i en flygolycka med sin Fieseler Storch. Efter ungefär ett halvårs konvalescens fick han befälet över 20. Gebirgs-Armee och blev samtidigt befälhavare över de tyska styrkorna i Norge. 
I maj 1945 blev Böhme krigsfånge. Två år senare, den 29 maj 1947, i väntan på rättegång, begick Böhme självmord genom att hoppa ut genom ett fönster på fjärde våningen av Nürnbergs stadsfängelse.

## Befäl
- II. Armeekorps: 5 september – 28 september 1939
- XXXXIII. Armeekorps: 5 – 15 juni 1940
- XVIII. Armeekorps: 15 juni 1940 – 24 juni 1944
- 2. Panzerarmee: 24 juni – 15 juli 1944
- Böhme skadades allvarligt i en flygolycka med en Fieseler Storch i juli 1944 och placerades i överbefälhavarens reserv till januari 1945.
- 20. Gebirgs-Armee: 8 januari – 9 maj 1945

## Utmärkelser i urval
- Järnkorset av andra klassen: 1916
- Järnkorset av första klassen: 1917
- Riddarkorset av Järnkorset: 1940
- Frihetskorsets orden med eklöv och svärd: 1943
- Tyska korset i guld: 1944

## Befordringar
- Kadett-Offiziersstellvertreter – 18 augusti 1904
- Leutnant – 1 november 1905
- Oberleutnant – 1 november 1911
- Hauptmann – 1 maj 1915
- Major (titel) – 1 juli 1920
- Oberstleutnant (titel) – 8 juli 1921
- Oberstleutnant – 30 december 1926
- Oberst – 25 september 1929
- Generalmajor – 24 december 1935
- Generalleutnant – 1 juni 1939
- General der Infanterie – 1 augusti 1940 (ändrad till General der Gebirgstruppe den 23 mars 1944)

### Webbkällor
- Lexikon der Wehrmacht